# Nina Arianda
Nina Arianda Matijcio (Nova Iorque, 18 de setembro de 1984) é uma atriz estadunidense. Ela ganhou o Tony Award de melhor atriz principal por seu desempenho em A Pele de Vênus.

## Filmografia

### Cinema
| Ano  | Título                             | Papel              | Nota(s)      |
| ---- | ---------------------------------- | ------------------ | ------------ |
| 2011 | Win Win                            | Shelly             |              |
| 2011 | Higher Ground                      | Wendy Walker       |              |
| 2011 | Midnight in Paris                  | Carol Bates        |              |
| 2011 | Tower Heist                        | Miss Iovenko       |              |
| 2013 | Lucky Them                         | Dana               |              |
| 2013 | The Disappearance of Eleanor Rigby | Alexis             |              |
| 2014 | Rob the Mob                        | Rosemarie Uva      |              |
| 2014 | The Humbling                       | Sybil Van Buren    |              |
| 2016 | Florence Foster Jenkins            | Agnes Stark        |              |
| 2017 | Never Here                         | Margeret Lockwood  |              |
| 2018 | Stan & Ollie                       | Ida Kitaeva Laurel |              |
| 2019 | Richard Jewell                     | Nadya              | Pós-produção |

### Televisão
| Ano           | Título               | Papel                | Nota(s)                                                   |
| ------------- | -------------------- | -------------------- | --------------------------------------------------------- |
| 2011          | The Good Wife        | Gretchen Battista    | Episódio: "Get a Room"                                    |
| 2012          | 30 Rock              | Pizzarina Sbarro     | Episódio: "Stride of Pride"                               |
| 2013          | Hostages             | Lauren               | Episódio: "Sister's Keeper"                               |
| 2015          | Hannibal             | Molly Graham         | 4 Episódios                                               |
| 2015          | Master of None       | Alice                | Episódio: "Hot Ticket"                                    |
| 2016          | Horace and Pete      | Maggie               | Episódio#1.4                                              |
| 2016          | Crisis in Six Scenes | Lorna                | Episódio#1.5                                              |
| 2016–presente | Goliath              | Patty Solis-Papagian | 16 Episódios                                              |
| 2019          | Billions             | Rebecca Cantu        | Apareceu pela primeira vez no episódio "Arousal Template" |